# Waldemar Dras
Waldemar Dras (ur. 10 marca 1955 w Lublinie, zm. 20 lipca 1994 tamże) – polski poeta.

## Życiorys
Urodził się w rodzinie rolniczej, studiował filozofię na Uniwersytecie Marii Curie-Skłodowskiej w Lublinie. Studia ukończył w 1980 roku. Pracował między innymi jako kasjer, listonosz, akustyk, aktor, laborant i księgowy w lubelskim szpitalu.
Debiutował na łamach „Kameny” w 1973 roku. W 1990 roku był sekretarzem redakcji „Gazety Lubelskiej. Dzień”, później w latach 1991–1992 pracował jako redaktor naczelny Lubelskiego Informatora Kulturalnego Autobiografia, a następnie jako redaktor tygodnika „Expres. Fakty”. Jego teksty publikowały m.in. pisma Akcent, Nowy Wyraz, Literatura, Tygodnik Kulturalny i Życie Literackie.
Po niemiecku jego teksty były publikowane w Ostragehege nr 4, w „koepfchen” i na Portalpolen w tłumaczeniach Dietera Kalki.
W 1980 roku został wyróżniony przez Związek Literatów Polskich za tom poezji „Nad stawem jasnowidzenia”.
Zmarł 20 lipca 1994 roku w Lublinie po długiej i ciężkiej chorobie. Pochowany na cmentarzu komunalnym na Majdanku w Lublinie (kwatera S1L2-1-6).

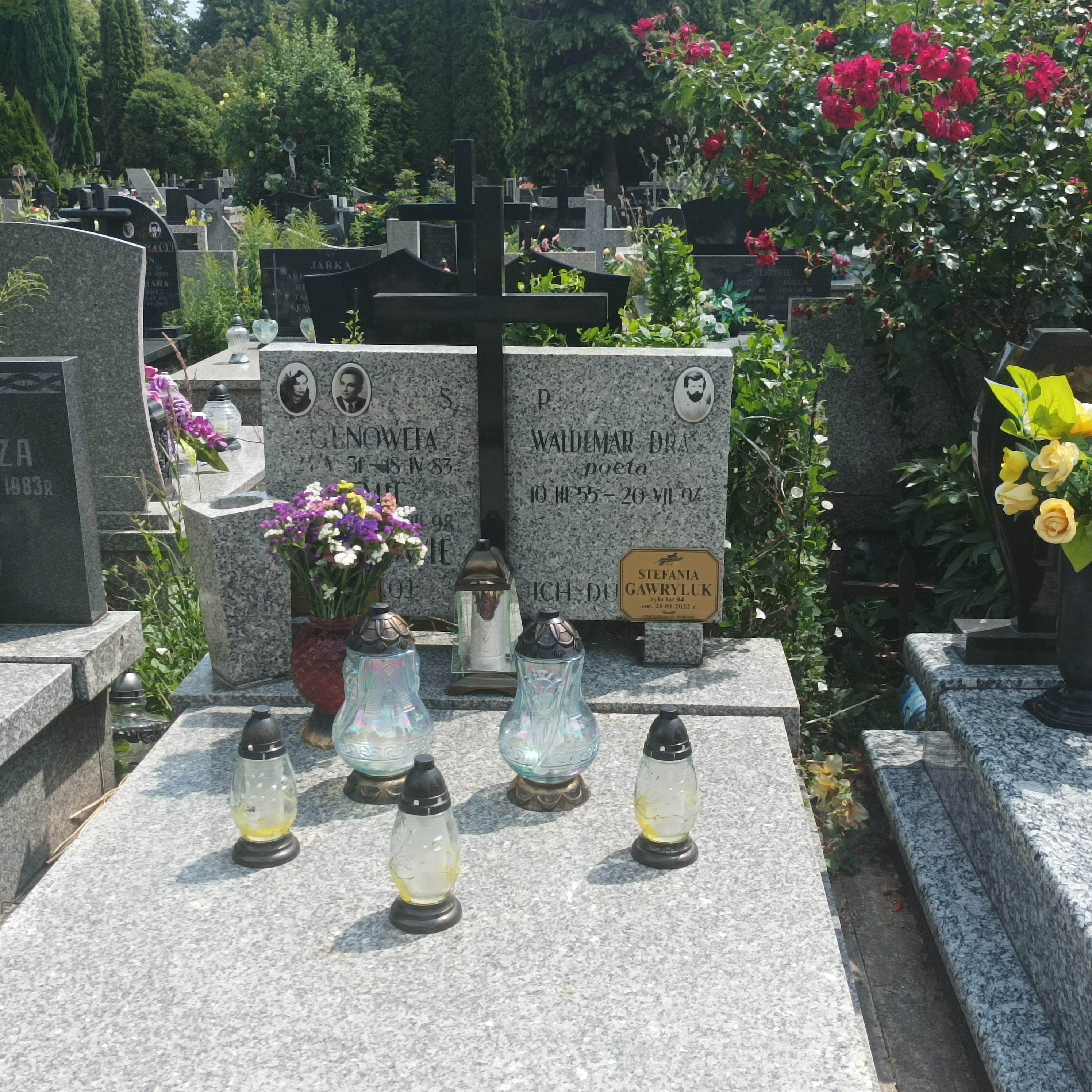
Grób Waldemara Drasa na Cmentarzu Komunalnym na Majdanku w Lublinie

## Twórczość
- Czatownik, Związek Literatów Polskich. Koło Młodych Pisarzy, Lublin 1978
- Nad stawem jasnowidzenia, Wydawnictwo Lubelskie, Lublin 1979
- Wyspa, Gedichte. Wydawnictwo Lubelskie, Lublin 1982
- Śpiące akty, Laser-Graf, Lublin 1992[8]

## Nagrody
- Wyróżnienie literackie im. Józefa Czechowicza roku 1979 od ZLP dla Waldemara Drasa za tom poezji "Nad stawem jasnowidzenia"[9]

## Oceny
Bogusław Wróblewski w książce pt. Lublin literacki 1932-1982 w następujący sposób wypowiedział się o twórczości Drasa: "Jest poetą obrazu, poetą wizji graniczącej z mistycyzmem. Obraz, który we współczesnej poezji bywa pretekstem dla dyskursu, u Drasa ma być ekwiwalentem spiętego dramatycznym skrótem, często mrocznego i nie zbadanego wycinka świadomości.".